# Bothriothorax proximus
Bothriothorax proximus är en stekelart som beskrevs av Nikol'skaya 1952. Bothriothorax proximus ingår i släktet Bothriothorax och familjen sköldlussteklar.
Artens utbredningsområde är Kazakstan. Inga underarter finns listade.